# 江苏交通广播网
江苏交通广播网，简称交广网，是江苏省广播电视总台的一个以播出交通信息节目为主的广播频率，并由江苏省交通运输厅、江苏省公安厅联合主办，为全国省级交通广播前三强之一。频率于2001年开播，实行24小时卫星广播。频率还率先引入ISO9001质量管理体系。

## 节目
该台逢整点播报天气和交通信息；逢半点播出新闻简报。
- 好歌伴你行
- 00:00 - 04:00 一路好心情
- 04:00 - 06:30 广告专题
- 06:30 - 07:00 一路好心情
- 交广早班车
- 07:00 - 08:00 交通早班车
- 08:00 - 09:00 嘀嘀叭叭早上好
- 09:00 - 10:00全城热恋
- 交广双声道
- 江苏楼市
- 爱车地带
- 10:00 - 12:00 1011车世界
- 江广爱购时间（广播购物时段）
- 12:00 - 13:00 一博碰杨阳
- 一路阳光
- 13:00 - 14:00 一路平安
- 汽车百事通
- 14:00 - 15:30 交广双声道
- 15:30 - 17:00 滴滴叭叭去旅行
- 17:00 - 18:00 开心方向盘
- 开心好运来
- 18:00 - 19:00 开心后备箱
- 19:00 - 20:00 言之有理
- 20:00 - 21:00 交广晚班车
- 边走边听
- 21:00 - 22:00 天下体坛
- 22:00 - 23:00 男生宿舍
- 叶文有话要说
- 爱车总动员
- 23:00 - 00:00 广告专题

## 主持人
- 梁爽
- 娜娜
- 苹果
- 屠青
- 宛佳
- 于洋
- 张晨
- 大鹏
- 杨阳
- 陈婷
- 龚振
- 一菲
- 阿束
- 王丹
- 成杰思
- 程鸣
- 大鹏
- 磊磊
- 袁一博

## 其他[1]
- 该频率率先在全国发起设立以电台命名的交广网“绿岛交通意外爱心救助基金”。
- 该频率率先在全国成立第一个拥有法人资质的社团组织——交广网爱心车队，遍及江苏全省及安徽滁州。
- 该频率率先成立了主持人艺术团体——“交广网明星主持人艺术团”。
- 该频率拥有中国第一个服务于移动人群的专业资讯平台——“96911”交通信息中心。
- 该频率拥有“交广汽车俱乐部”。
- 该频率拥有“嘀嘀叭叭旅行社”。

## 荣誉[1]
- 中国最具投资价值媒体
- 中国创新广播电台十强
- 中国广播电台十强
- 影响中国十大广播电台
- 中国最具企业投放价值广播电台